# Callibaetis punctilusus
Callibaetis punctilusus är en dagsländeart som beskrevs av Mccafferty och Provonsha 1993. Callibaetis punctilusus ingår i släktet Callibaetis och familjen ådagsländor. Inga underarter finns listade i Catalogue of Life.